# Clube Atlético Ouriense Feminino
Il Clube Atlético Ouriense Feminino è una squadra di calcio femminile di Ourém, in Portogallo. Milita nella 1.ª Divisão Feminina, il massimo campionato di calcio femminile portoghese.

## Storia
Il club ha vinto il primo titolo della sua storia nella stagione 2012-2013, conclusa con la conquista del titolo di campione del Portogallo, mettendo così fine ad undici anni consecutivi di dominio del 1º Dezembro nel campionato nazionale.
Inoltre, questo risultato ha permesso alla squadra di prendere parte all'edizione 2013-2014 della Champions League.
Si riconferma campione del Portogallo nella stagione 2013-2014, anno in cui vince anche la prima Coppa del Portogallo della sua storia.

## Palmarès
- Campionato portoghese: 2

2012-2013, 2013-2014
- Coppa del Portogallo femminile: 1

2013-2014

## Risultati nelle competizioni UEFA
| Stagione | Competizione     | Fase                     | Avversario           | Risultato | Risultato | Risultato |
| Stagione | Competizione     | Fase                     | Avversario           | andata    | ritorno   | aggregato |
| -------- | ---------------- | ------------------------ | -------------------- | --------- | --------- | --------- |
| 2013-14  | Champions League | gironi di qualificazione | Zurigo               | 0-5       | 0-5       | 0-5       |
| 2013-14  | Champions League |                          | KÍ Klaksvík          | 2-1       | 2-1       | 2-1       |
| 2013-14  | Champions League |                          | Ekonomist            | 1–1       | 1–1       | 1–1       |
| 2014-15  | Champions League | gironi di qualificazione | Standard Liegi       | 1-0       | 1-0       | 1-0       |
| 2014-15  | Champions League |                          | ASA Tel Aviv         | 2-1       | 2-1       | 2-1       |
| 2014-15  | Champions League |                          | Cardiff Metropolitan | 1-2       | 1-2       | 1-2       |
| 2014-15  | Champions League | sedicesimi di finale     | Fortuna Hjørring     | 0-3       | 0-6       | 0-9       |

## Rosa
| N. |                       | Ruolo | Calciatrice        |
| -- | --------------------- | ----- | ------------------ |
| 3  | Portogallo (bandiera) | A     | Flor               |
| 4  | Portogallo (bandiera) | D     | Filipa Rodrigues   |
| 6  | Portogallo (bandiera) | D     | Joana Marchão      |
| 8  | Portogallo (bandiera) | C     | Pisco              |
| 9  | Portogallo (bandiera) | A     | Diana Silva        |
| 10 | Capo Verde (bandiera) | A     | Manaus             |
| 11 | Portogallo (bandiera) | C     | Anita              |
| 16 | Portogallo (bandiera) | C     | Ana Coelho         |
| 17 | Portogallo (bandiera) | D     | Maria Inês         |
| 18 | Portogallo (bandiera) | D     | Ana Valinho (cap.) |
| 21 | Portogallo (bandiera) | A     | Flávia Fartaria    |

| N. |                       | Ruolo | Calciatrice       |
| -- | --------------------- | ----- | ----------------- |
| 20 | Portogallo (bandiera) | D     | Catarina Monteiro |
| 22 | Portogallo (bandiera) | P     | Daniela Pereira   |
| 23 | Portogallo (bandiera) | C     | Mafalda           |
| 24 | Portogallo (bandiera) | D     | Náná              |
| 26 | Portogallo (bandiera) | D     | Ana Tomaz         |
| 27 | Portogallo (bandiera) | C     | Jéssica Pastilha  |
| 28 | Portogallo (bandiera) | C     | Ana Cláudia       |
| 30 | Portogallo (bandiera) | P     | Bárbara Santos    |
| 31 | Portogallo (bandiera) | A     | Mariana Coelho    |
| 71 | Portogallo (bandiera) | D     | Bárbara Pragana   |
| 75 | Portogallo (bandiera) | C     | Patrícia Ribeiro  |